# Gerhard Fieber
Gerhard Fieber (* 20. Oktober 1916 in Berlin; † 6. Januar 2013 in Walluf, Hessen) war ein deutscher Trickfilm-Pionier, Filmregisseur, -produzent und Karikaturist.

## Leben
Gerhard Fieber wurde 1916 in Berlin geboren. Bereits in seiner Schulzeit begann seine Zeichenleidenschaft, wo er die Lehrer karikierte. Er machte in Berlin eine Ausbildung in Grafik und Drucktechnik und arbeitete als Reklame- und Humorzeichner für die Presse. Seinen Start als Zeichentrickfilmproduzent verdankte er dem NS-Propagandaminister Joseph Goebbels, der ihn zum Chefzeichner und künstlerischen Leiter der 1941 gegründeten Deutschen Zeichenfilm GmbH machte, die eine Tochter der UFA war. Seine Aufgabe war es, den deutschen Trickfilm auf Disney-Niveau zu bringen. Fieber fasste seinen ersten Eindruck so zusammen:

„In einer Zeit des Krieges war solch ein Start sehr bedrückend, ja für uns Filmkünstler beklemmend. Doch die Aufgabe richtete uns auf: Der Zeichenfilm!“

Im Jahr 1943 erschien Fiebers 18-minütiger Kurzfilm Armer Hansi, der von den Abenteuern eines aus seinem Käfig in die Freiheit entkommenen Kanarienvogels erzählt, der sich nach allerlei gefährlichen Erlebnissen zurück in die Geborgenheit der Gefangenschaft sehnt. Goebbels schrieb dazu in sein Tagebuch:

„Der erste Zeichenfilm … zeigt zwar noch sehr viele Schwächen, aber er stellt doch einen guten Anfang dar.“

Der gezeichnete „Durchhaltefilm“ wurde auf der Reichswoche für den deutschen Kulturfilm in München mit dem Deutschen Kulturfilmpreis ausgezeichnet und erhielt das Prädikat „Künstlerisch Wertvoll“. Der Film wurde später als Vorfilm zu Die Feuerzangenbowle gezeigt.
Wegen zunehmender Bombenschäden und Produktionserschwernissen in Berlin wurde 1944 ein Ausweichatelier ins oberbayerische Dachau verlegt, wo Fieber mit ca. 20 Berliner Zeichnern den Kurzfilm Purzelbaum ins Leben fertigstellte. Der zweite Film spielt in einer Hundefamilie und schildert die Erlebnisse eines Welpen. Nach Einlagerung des fertigen Films in Berlin erlitt das Material einen Bombenschaden und wurde von Fieber – mit sehr begrenzten Mitteln – 1946 bei der Deutschen Film AG (DEFA) restauriert.
Fiebers umstrittene Tätigkeit für die Zeichenfilm GmbH ist Gegenstand des Buches Bienenstich und Hakenkreuz (Frankenthal 2020) von Rolf Giesen. 
Nach Ende des Zweiten Weltkrieges gründete Fieber 1948 in Göttingen das Zeichenfilmstudio EOS-Film GmbH, die sich in den Wirtschaftswunderjahren zum größten deutschen Zeichenfilm-Studio entwickelte. Hier entstand 1949/50 basierend auf der gleichnamigen Geschichte von Wilhelm Busch der Film Tobias Knopp, Abenteuer eines Junggesellen, der erste abendfüllende Zeichentrickfilm aus deutscher Produktion. Die Stimmen wurden von namhaften deutschen Schauspielern gesprochen wie Erich Ponto, Günter Lüders, Grethe Weiser und René Deltgen.
Zu Anfang der 1960er Jahre beschäftigte sich Fieber mit der filmischen Umsetzung der von Wolf Gerlach entworfenen ZDF-Mainzelmännchen. 1969 wurde der Firmensitz der EOS-Film GmbH nach Wiesbaden verlegt und es erfolgte eine Fusionierung mit der Neuen Filmproduktion (NFP) von Franz Thieß. Die zur Neuen Filmproduktion tv GmbH gehörige NFP-animation führte die von Fieber und EOS-Film kreierten „Mainzelmännchen“ für das ZDF fort. Fieber schuf auch die auf dem gleichnamigen Märchen basierenden Zeichentrick-Clips der Bremer Stadtmusikanten für Radio Bremen und die ebenfalls von Wolf Gerlach erfundenen Ute, Schnute, Kasimir für den WDR. Neben weiteren Filmen stellte er auch für andere öffentlich-rechtliche Sender Werbetrenner her.
Der lange in Schlangenbad lebende Gerhard Fieber starb am 6. Januar 2013 im Alter von 96 Jahren in einem Pflegeheim in Walluf im Rheingau-Taunus-Kreis.

## Filmografie (Auswahl)
Regisseur
- 1945: Purzelbaum ins Leben (Kurzfilm)
- 1949: Die Geistermühle
- 1950: Die Meisterschaft
- 1951: Der große Bär
- 1952: Ein verbotener Ausflug!
- 1953: Aus der Art geschlagen
- 1955: Die kleine Lok
- 1957: Es war einmal – Eine wahre Geschichte von höherer Vogelwarte aus gesehen (Kurzfilm, 11 min.)[7]
- 1960: Paulchen II
- 1960: Übermut tut selten gut
- 1962: Die Heinzelmännchen (Kurzfilm, 11 min.)[8]
- 1965: Die Welle

Drehbuchautor
- 1943: Armer Hansi (Kurzfilm, 18 min.)
- 1949/50: Tobias Knopp – Abenteuer eines Junggesellen

Weitere Arbeiten
- 1976: Drei Damen vom Grill (Vorspann)[6]